# Aleksandra Błażowska
Aleksandra Błażowska, född 2 april 2002, är en polsk simhoppare. Hon tävlar för Stal Rzeszów.

## Karriär
Błażowska gjorde sin mästerskapsdebut som senior vid simhopps-EM 2019 i Kiev, där hon slutade på 22:a plats i enmeterssvikten. Vid VM 2022 i Budapest tävlade Błażowska i både enmeterssvikten och tremeterssvikten, där hon slutade på 27:e respektive 33:e plats. Vid EM 2022 i Rom tävlade Błażowska i både enmeterssvikten och tremeterssvikten, där hon slutade på 16:e respektive 22:a plats.
Vid VM 2024 i Doha tävlade Błażowska i tre grenar. Hon slutade på 21:a plats i enmeterssvikten, 27:e plats i tremeterssvikten och på 11:e plats tillsammans med Kacper Lesiak i mixat parhopp från tremeterssvikten. Vid EM 2024 i Belgrad tog Błażowska silver i enmeterssvikten. Det var Polens första EM-medalj i simhopp på 58 år efter att Jerzy Kowalewski tog brons 1966. Hon slutade även på 16:e plats i tremeterssvikten och på sjätte plats tillsammans med 	Kacper Lesiak i mixat parhopp från tremeterssvikten.